# Talpa
Pour les articles homonymes, voir Taupe (homonymie) et Talpa (homonymie).
Genre
Talpa est un genre de mammifères de la famille des Talpidés (Talpidae). Ce genre comprend les taupes eurasiennes au sens strict. Trois espèces sont présentes en France : la Taupe d'Europe (Talpa europaea), l'espèce la plus courante, la Taupe d'Aquitaine (Talpa aquitania) sur la façade atlantique et la Taupe aveugle (Talpa caeca) en Provence-Alpes-Côte d'Azur. En Suisse et en Belgique, seule la Taupe d'Europe est présente.

## Systématique
Ce genre a été décrit pour la première fois en 1758 par le naturaliste suédois Carl von Linné (1707-1778) dans son ouvrage Systema naturae avec pour espèce type Talpa europaea, la Taupe d'Europe, dont il s'agit du représentant le plus éminent, avec l'une des plus grandes aires de répartition connues, couvrant une grande partie de l'Eurasie. Ses autres représentants se trouvent en majorité dans le bassin méditerranéen ainsi qu'au nord et à l'ouest de l'Asie.
Le genre Talpa, avec quelques autres genres de l'est et du sud-est de l'Asie, se situe dans la tribu des Talpini, qui regroupe essentiellement des représentants fouisseurs. Celle-ci fait elle-même partie de la famille des Talpidae, dont certains membres ne vivent que partiellement sous terre, se déplacent en surface ou sont adaptés à un mode de vie semi-aquatique. Traditionnellement, la famille des Talpidae est classée dans l'ordre des Insectivora, un regroupement qui est progressivement abandonné au XXIe siècle car il s'agissait d'un taxon poubelle dont les membres n'avaient aucun lien de parenté. Elle est actuellement incluse dans l'ordre des Eulipotyphla, aux côtés des musaraignes et des hérissons,,.
Les études de génétique moléculaire soutiennent l'existence de quatre clades au sein du genre Talpa dont le groupe europaea avec comme cheffe de file 'la Taupe d'Europe en Eurasie, le groupe caucasica avec la Taupe du Caucase dans le Caucase, le groupe davidiana avec Talpa davidiana en Turquie orientale et sur le mont Elbourz et enfin le groupe de la Taupe de Sibérie (T. altaica) en Sibérie.
Ces groupes se distinguent entre eux par la morphologie de la quatrième vertèbre sacrale. Au sein du clade europaea, la Taupe européenne se différencie par l'absence de membrane recouvrant ses yeux,.
- Talpa
  - Talpa altaica
    - Talpa ognevi
    - Talpa caucasica

  - 
    - 
      - Talpa talyschensis
      - Talpa davidiana

    - 
      - Talpa caeca
      - Talpa stankovici
        - Talpa transcaucasica
        - Talpa levantis
          - Talpa romana
            - Talpa martinorum
              - 
                - Talpa occidentalis
                - Talpa aquitania

              - Talpa europaea

## Paléontologie
Le genre Talpa est originaire d'Asie à la fin du Miocène et s'est répandu en Europe au Pliocène. C'est au cours de ces deux périodes que les processus de spéciation ont eu lieu et ils semblent avoir été influencés par les changements des niveaux d'humidité. Les oscillations climatiques du Pléistocène ont probablement provoqué les extinctions et les expansions qui ont abouti au schéma de répartition actuel de la plupart des espèces du genre.

## Liste des espèces

Aire de répartition des espèces du genre Talpa :
Talpa occidentalis.
Talpa aquitania.
Talpa europaea.
Talpa caeca.
Talpa altaica.
Talpa levantis.
Talpa davidiana.

Selon Handbook of the Mammals of the World:
- Talpa altaica Nikolsky, 1883 – taupe de Sibérie
- Talpa aquitania Nicolas, Martínez-Vargas et Hugot, 2015 – taupe d'Aquitaine
- Talpa caeca Savi, 1822 – taupe aveugle
- Talpa caucasica Satunin, 1908 – taupe du Caucase
- Talpa davidiana (Milne-Edwards, 1884)
- Talpa europaea Linnaeus, 1758 – taupe d'Europe
- Talpa levantis Thomas, 1906 – taupe du Levant
Talpa levantis subsp. talyschensis Vereschchagin, 1945
Talpa levantis subsp. transcaucasica Dahl, 1944
- Talpa martinorum Kryštufek, Nedyalkov, Astrin & Hutterer, 2018
- Talpa occidentalis Cabrera, 1907 – taupe ibérique
- Talpa ognevi Stroganov, 1944
- Talpa romana Thomas, 1902 – taupe romaine
- Talpa stankovici V. Martino & E. Martino, 1931 – taupe des Balkans

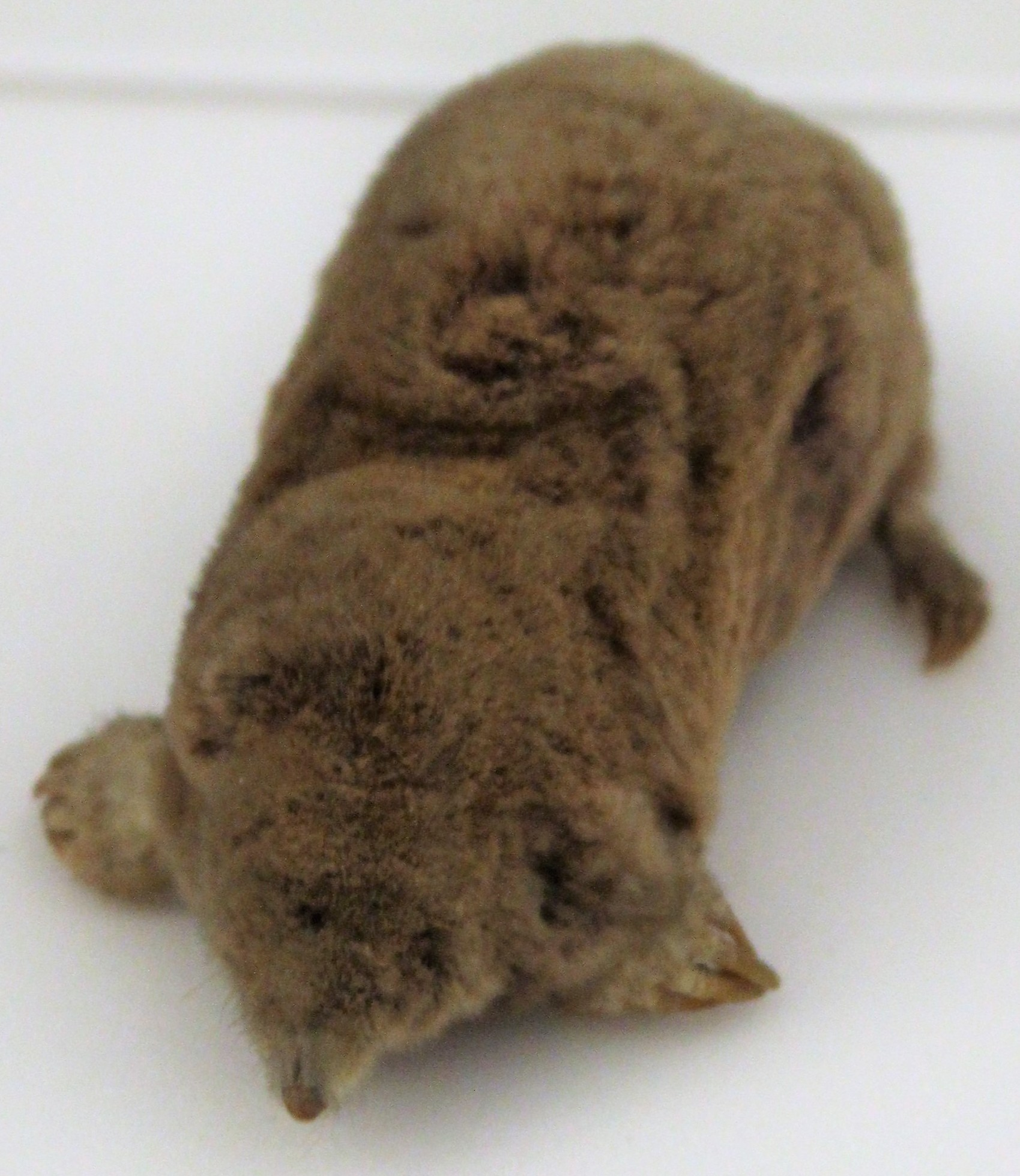
Talpa caeca
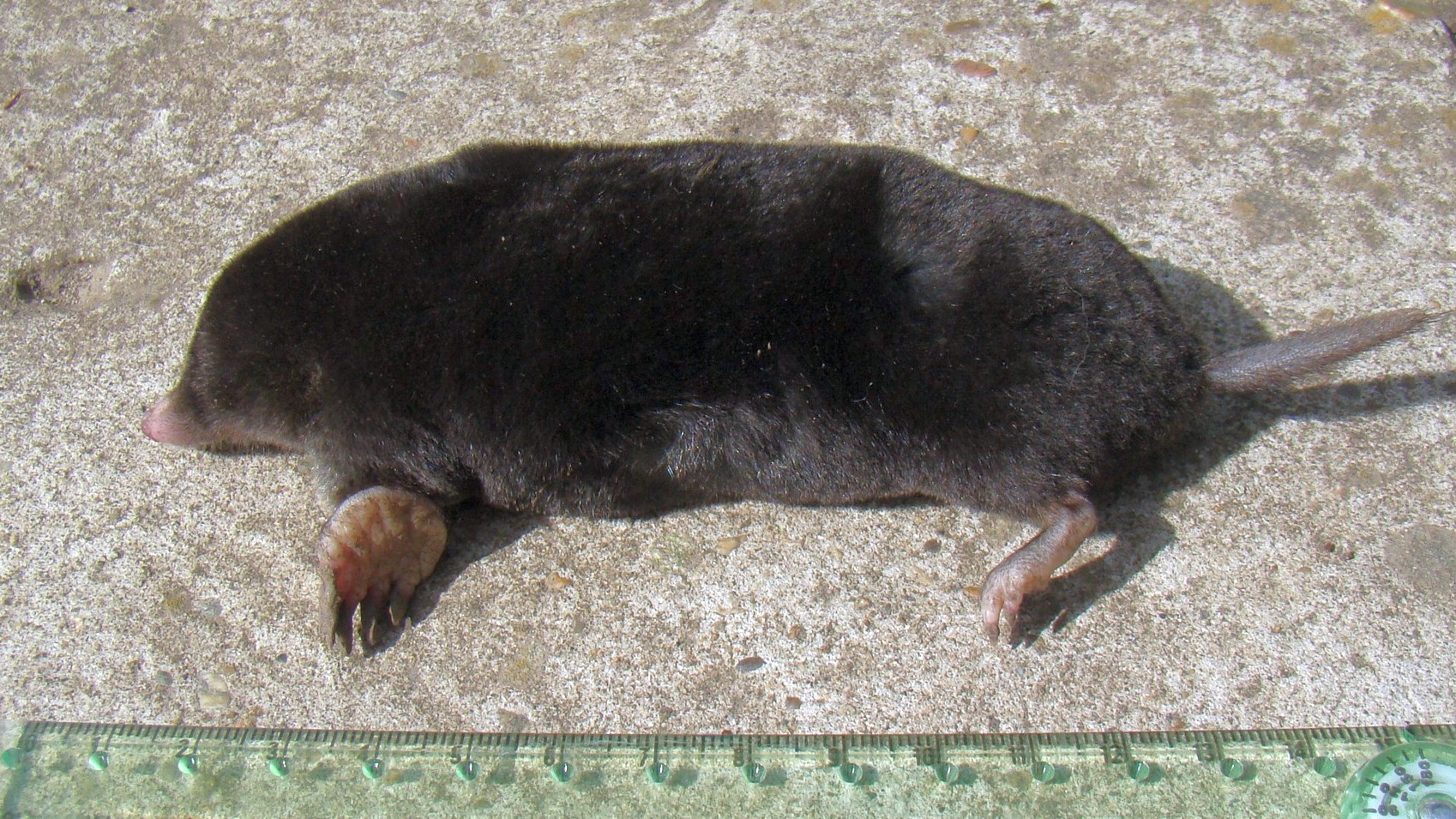
Talpa caucasica
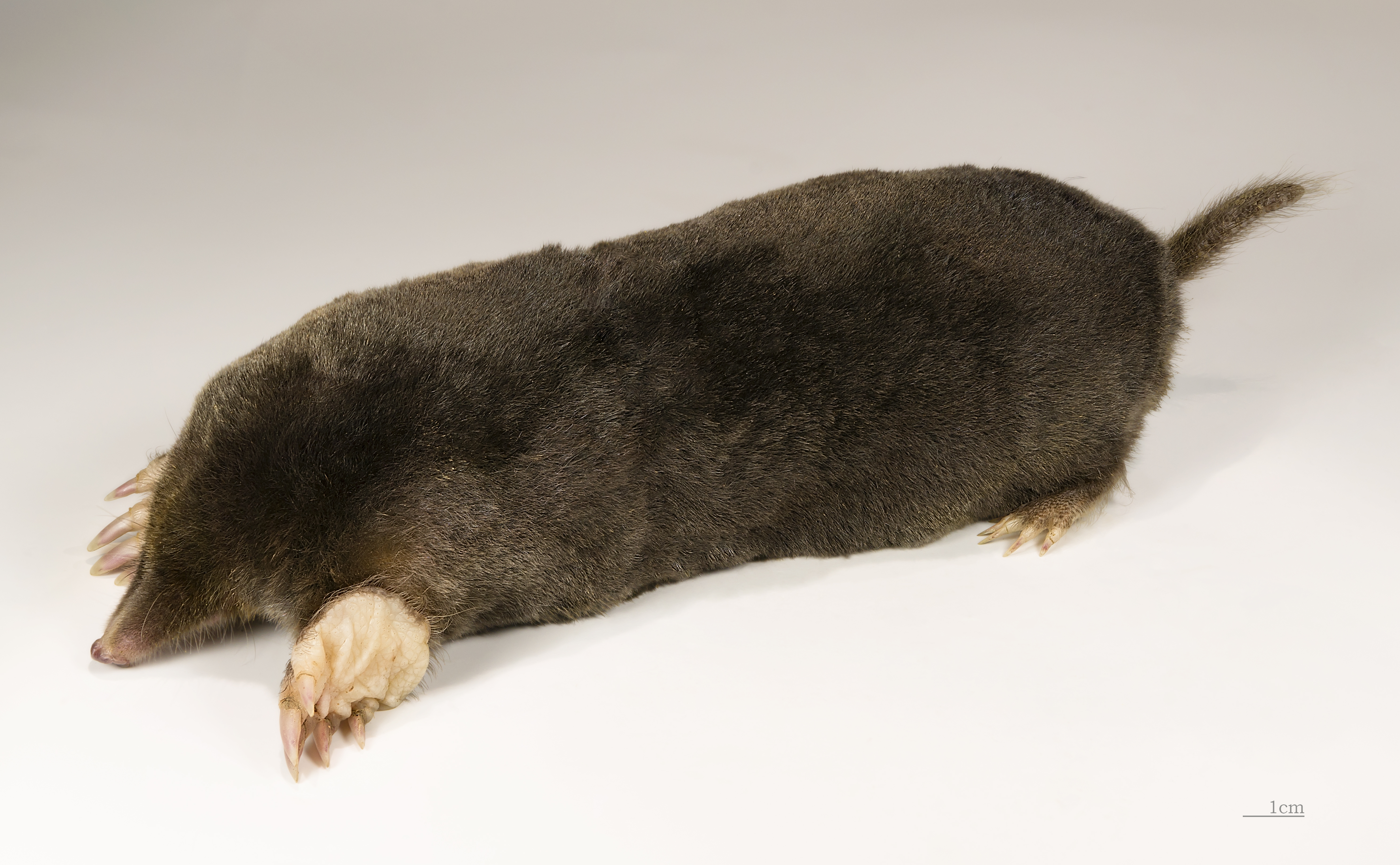
Talpa europaea
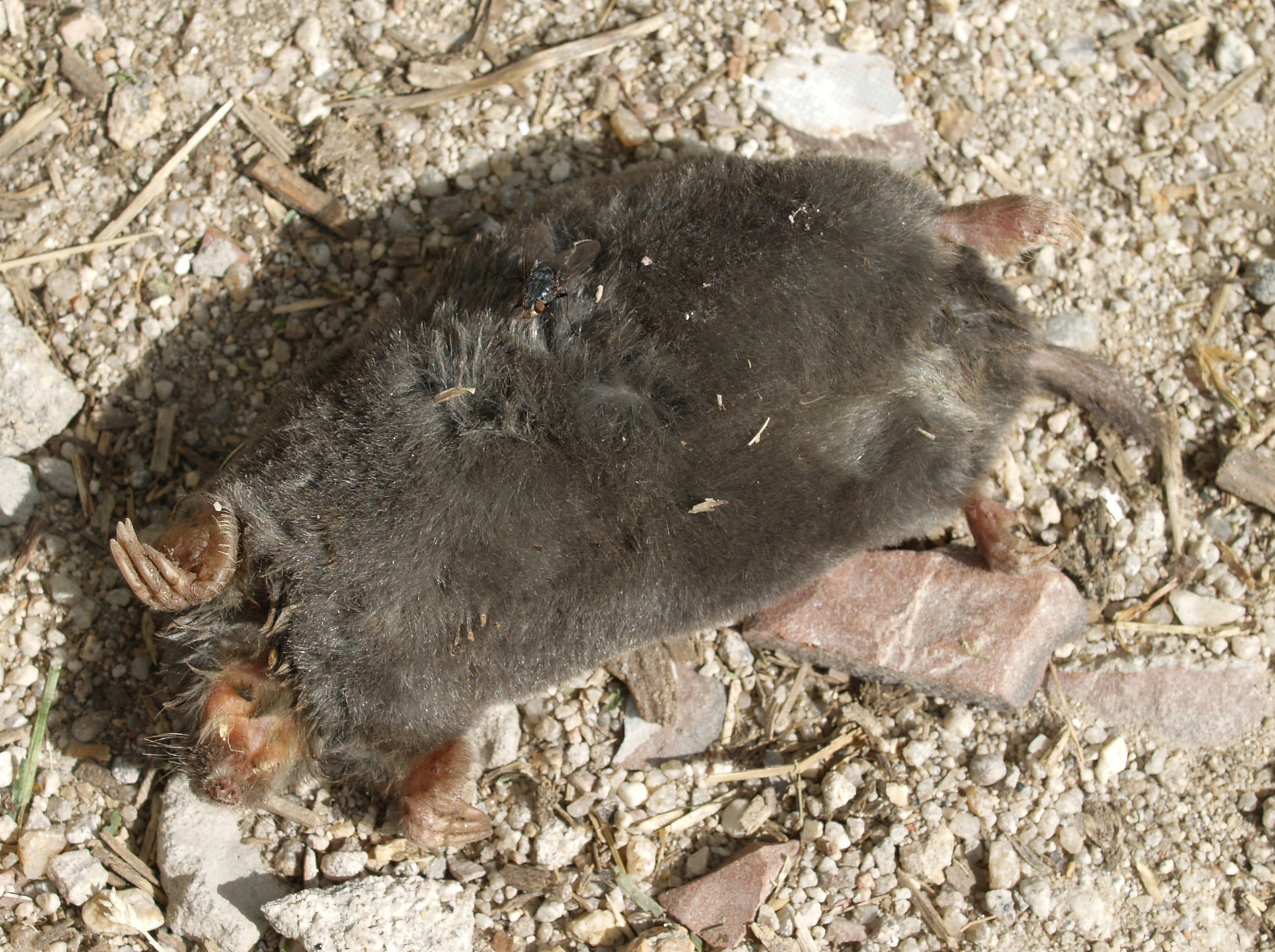
Talpa occidentalis

- Talpa occidentalis.
- Talpa aquitania.
- Talpa europaea.
- Talpa caeca.
- Talpa altaica.
- Talpa levantis.
- Talpa davidiana.
- Talpa romana.
- Talpa stankovici.
- Talpa caucasica.

## Espèces se retrouvant dans les gisements de fossiles
Avec les espèces fossiles selon Paleobiology Database (13 octobre 2015) :
- Talpa caeca
- Talpa episcopalis
- Talpa europaea
- Talpa fossilis
- Talpa gilothi
- Talpa gracilis
- Talpa minor
- Talpa minuta
- Talpa neagui
- Talpa praeglacialis
- Talpa tenuidentata
- Talpa vallesensis